# سرکس
سرکس (به اسپانیایی: Cercs) یک شهرستان در اسپانیا است که در بارسلون واقع شده‌است.

## خصوصیات
سرکس ۴۷٫۳۵ کیلومترمربع مساحت و ۱٬۳۳۱ نفر جمعیت دارد و ۶۵۰ متر بالاتر از سطح دریا واقع شده‌است.